# Kauniainen
Kauniainen ou Grankulla (finlandês: Kauniainen, PRONÚNCIA; sueco: Grankulla, PRONÚNCIA) é uma pequena cidade e comuna da Finlândia.

Faz parte da Área Metropolitana de Helsínquia, composta por Helsínquia, Espoo, Vantaa e Kauniainen.

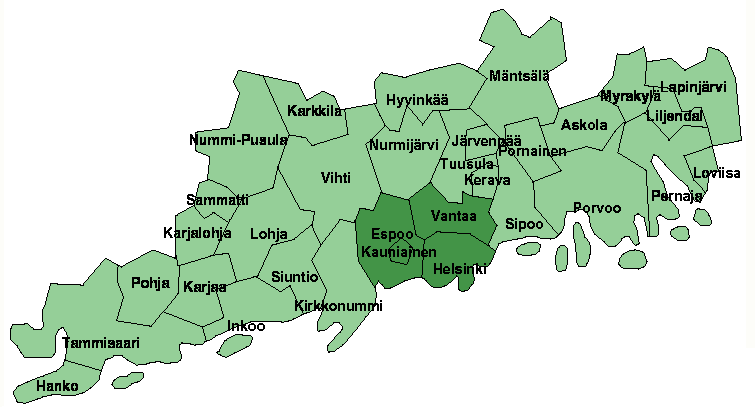
Municípios da região de Uusimaa.

Está localizada a 15 km a oeste do centro da capital Helsínquia (br: Helsinque), sendo rodeada por todos os lados pela cidade de Espoo. 
Tem uma área de 6 km² e uma populacão de 9 602 habitantes (2018).
Pertence à região de Uusimaa (finlandês: Uusimaa, sueco: Nyland)
É uma cidade bilingue com cerca de 60% de falantes de finlandês e 40% de sueco.                        

Kauniainen é conhecida como um dos municípios com mais elevado rendimento médio por habitante. Com muito pouca indústria, a cidade é vista como um subúrbio residencial elegante.

## Galeria

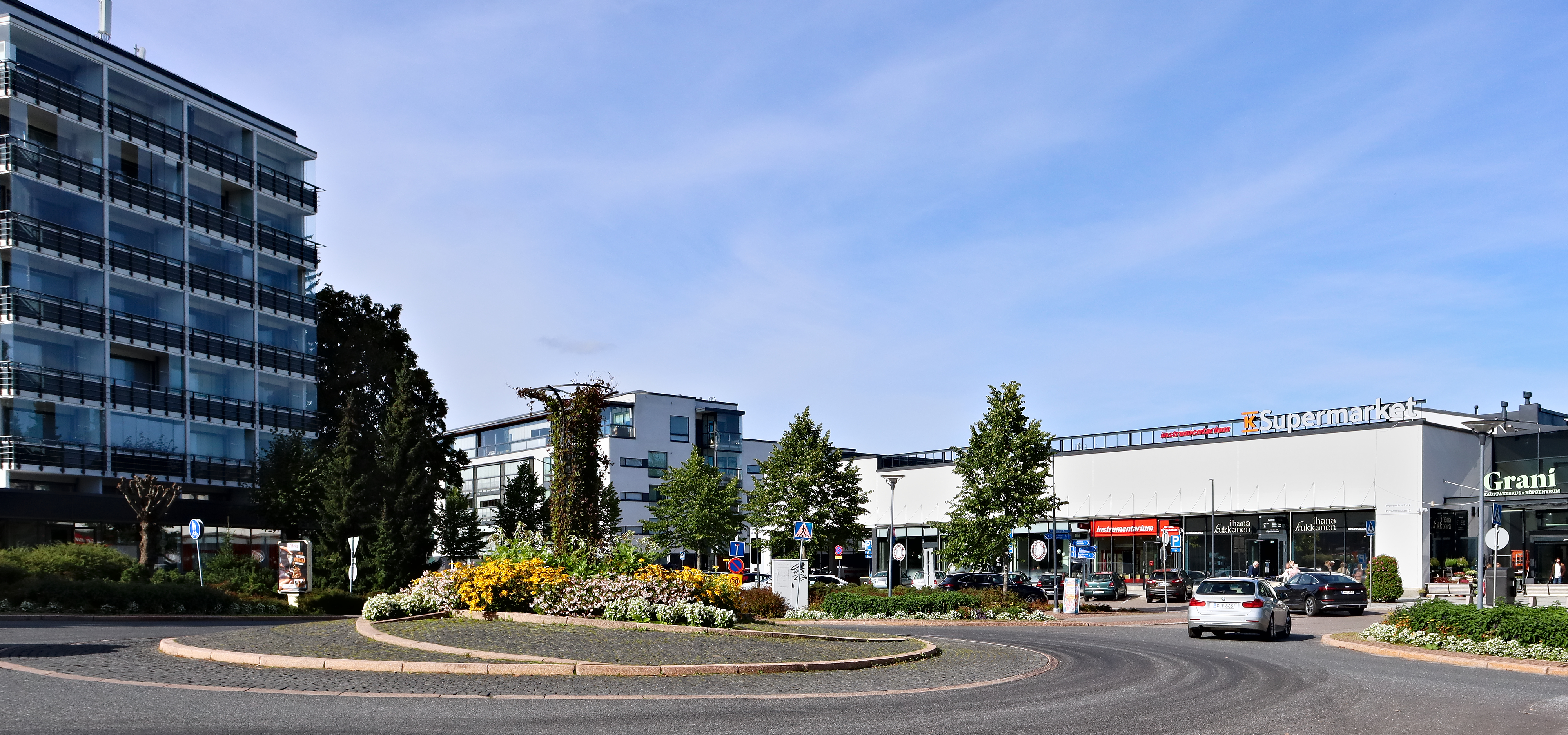
O centro da cidade
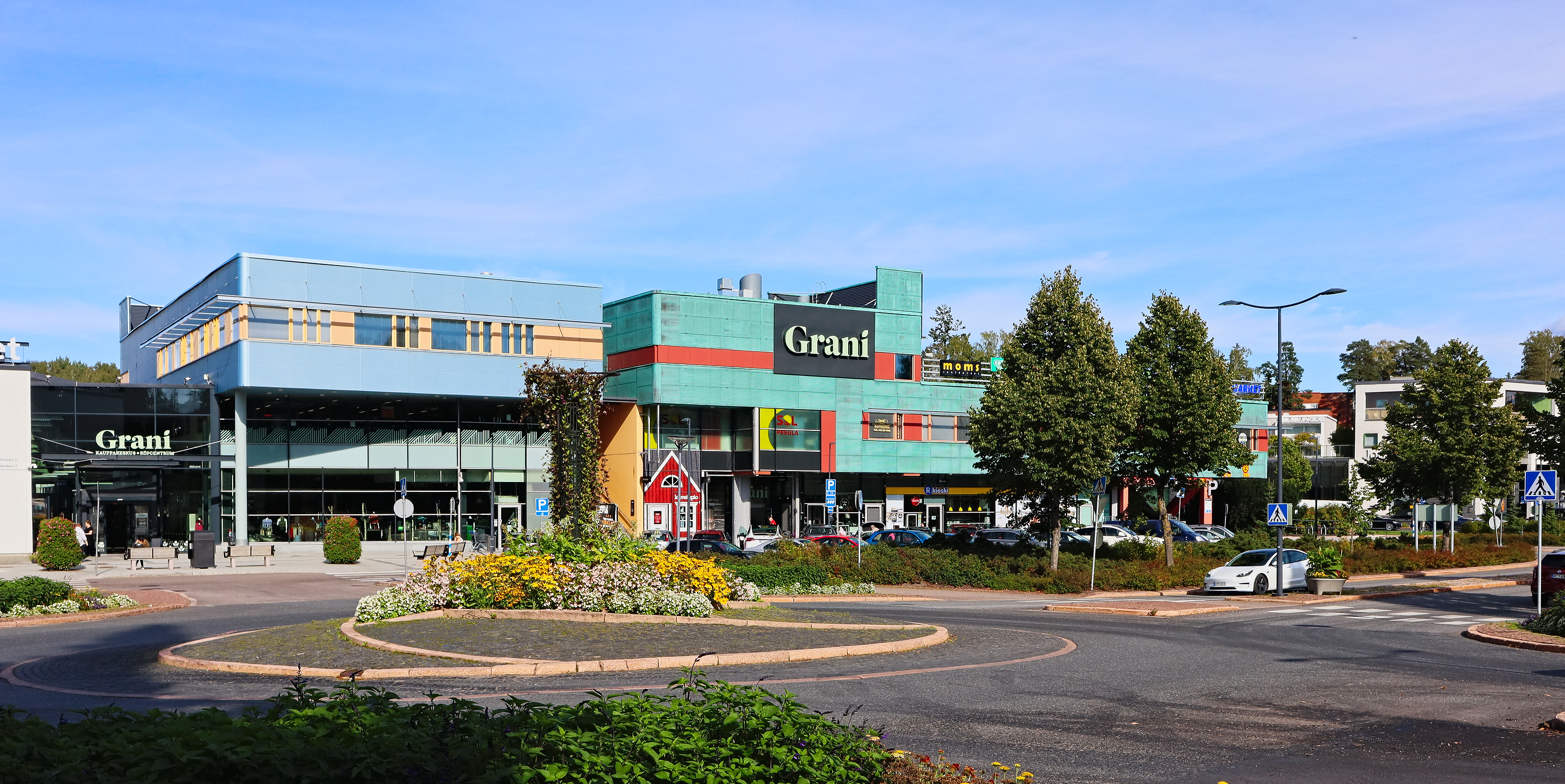
Um centro comercial
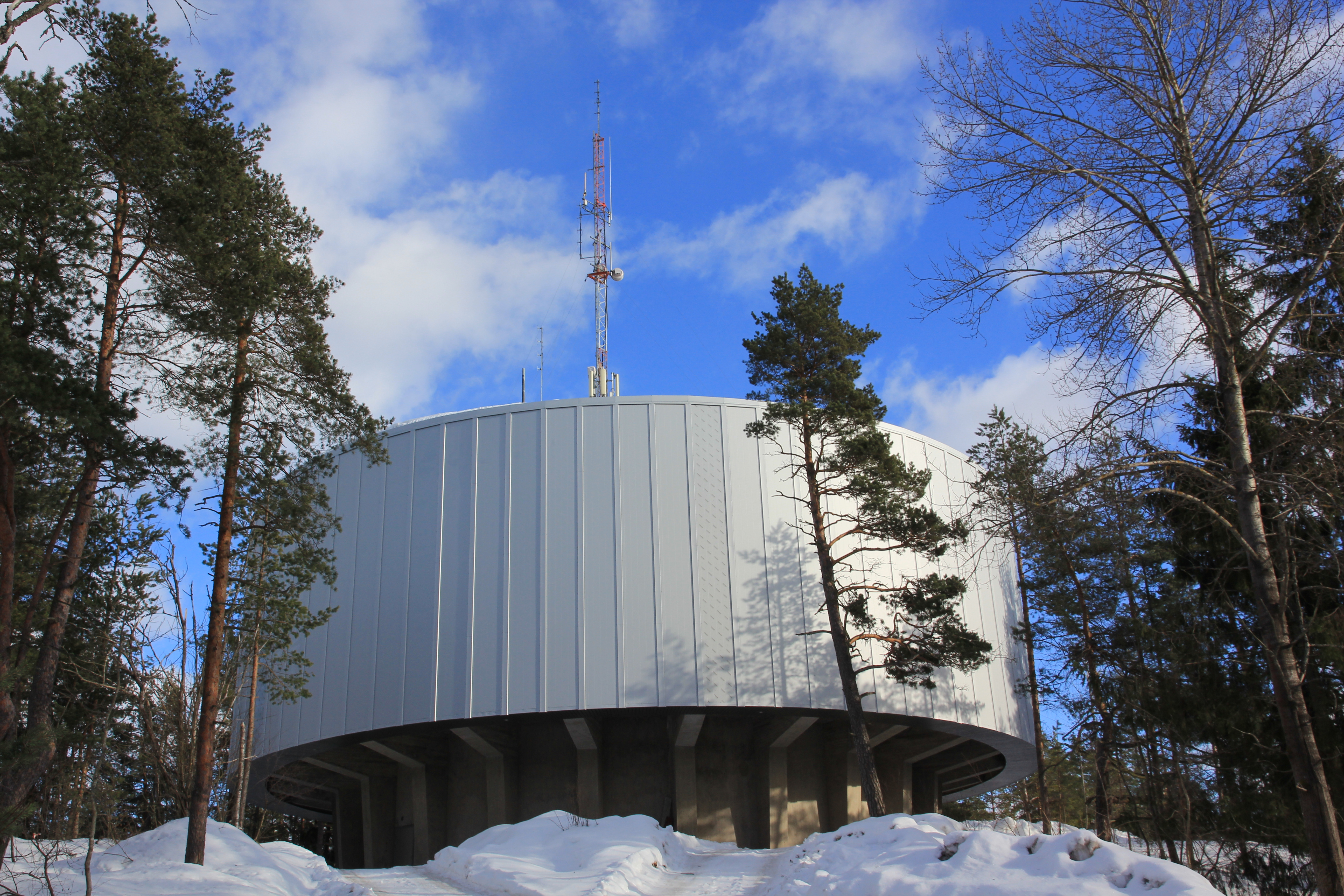
Depósito de água da cidade
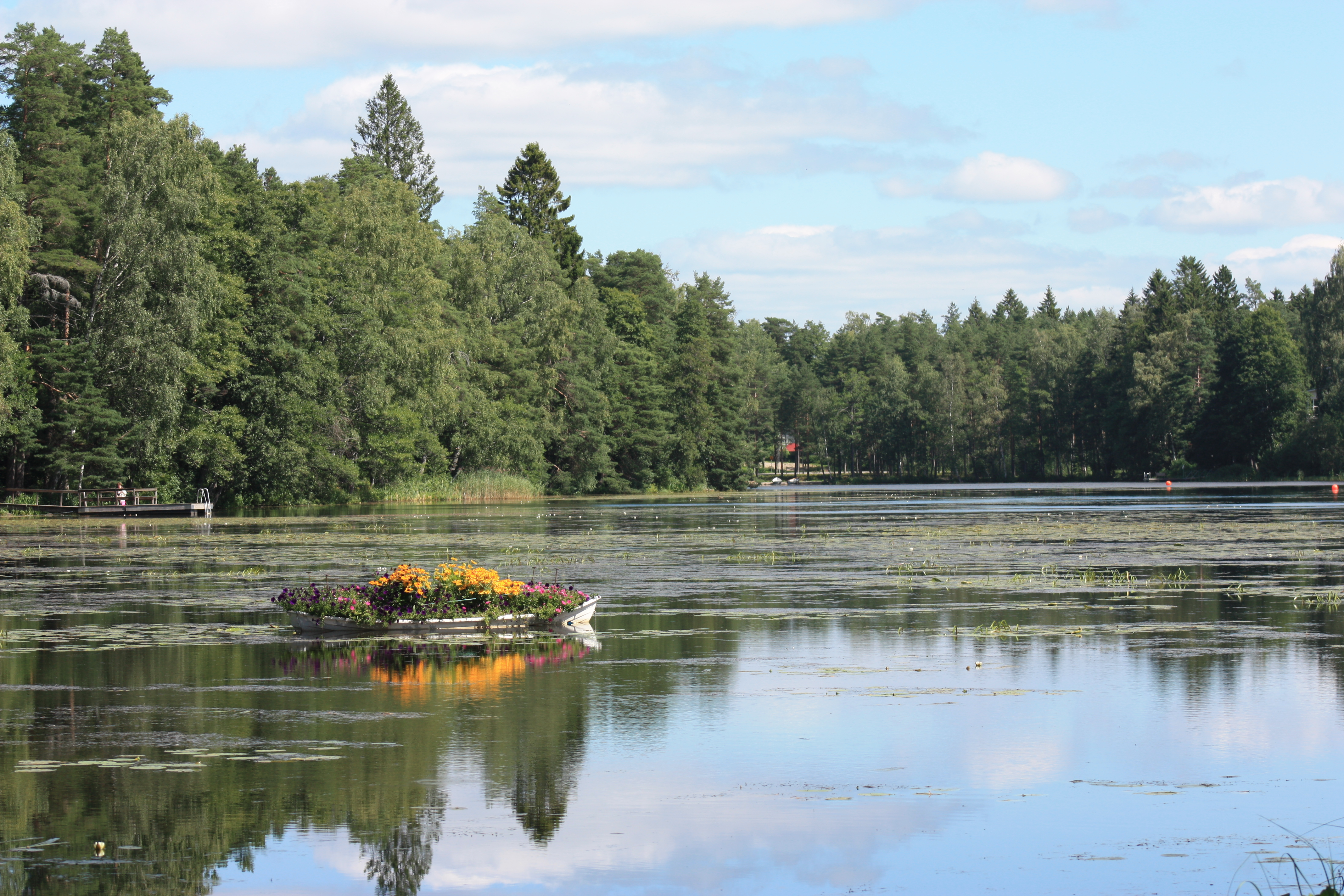
Lago Gallträsk
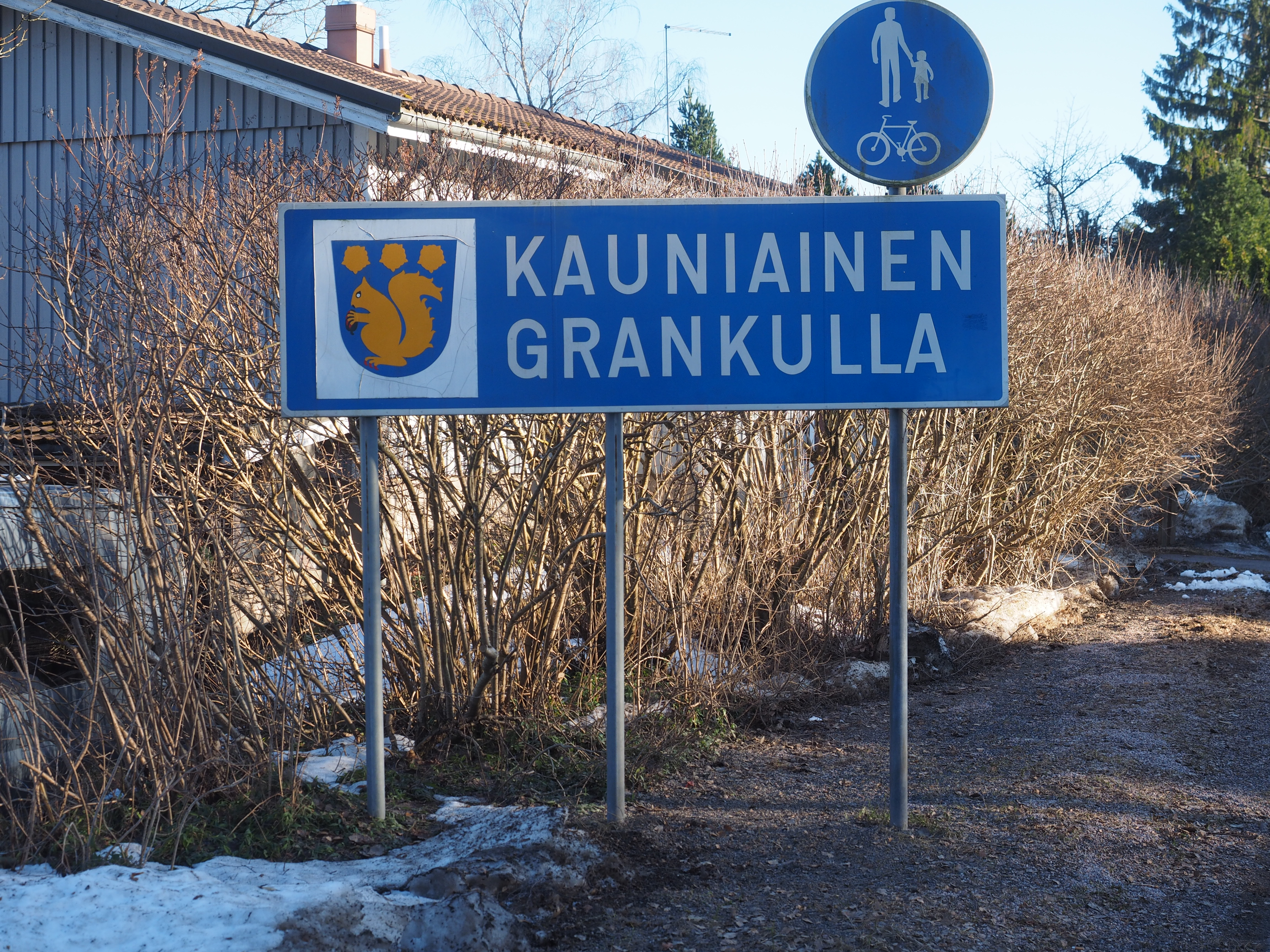
Tabuleta da cidade
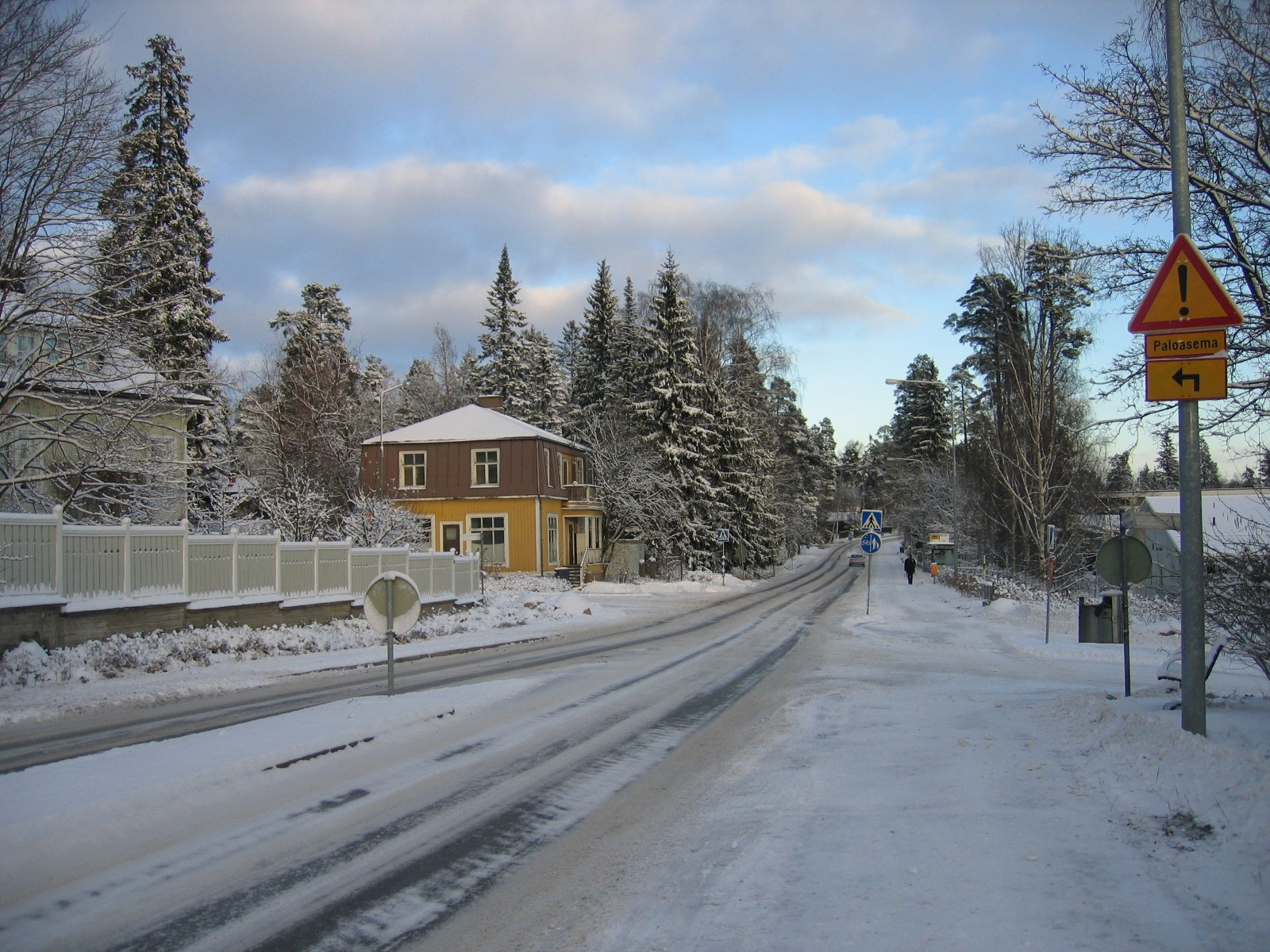
Rua no inverno